# 崔一平
崔一平（1957年—），江苏省海安县人，九三学社成员。东南大学教授，电子科学与工程学院副院长，长期从事光子物理与材料的科研工作。中华人民共和国教育部第三批“长江学者”特聘教授。主持多个重点学术科研项目、担任南京激光学会等多个学会理事长和《光学学报》等多个期刊编委、编著《强光光学及其应用》等多本学术著作、发表数百篇论文、获得多个奖项和发明专利。
1978年2月至1982年1月就读于南京工学院（今东南大学）电子工程系，获学士学位，1984年和1994年先后获东南大学电子工程系硕士、博士学位。1989年至1996年间曾先后在美国纽约州立大学布法罗分校光子学研究室、纽约州立大学光子学研究室进行科研工作。